# Commodore 16
Commodore 16 är en hemdator tillverkad av Commodore släppt 1984. Den var tänkt som en ersättare till Commodore VIC-20, och såldes för runt $99 i USA. En billigare variant av datorn såldes i Europa under namnet Commodore 116. Datorn är utrustad med en 6502-kompatibel 8501 CPU.

## Historia
Det var meningen att C16 skulle konkurrera med andra datorer som kostade mindre än $100, till exempel datorer från Timex Corporation, Mattel, och Texas Instruments (TI). Timex' och Mattels datorer var billigare än VIC-20, och även om VIC-20 erbjöd vissa fördelar, bland annat mer minne, så var det menat att C16 skulle bygga vidare på dessa fördelar. Priset på TI-99/4A låg mellan Commodores VIC-20 och Commodore 64 i kapacitet, men TI sänkte ständigt sina priser. På pappret låg C16 närmare TI-99/4A än den föråldrade VIC-20.
Commodores chef, Jack Tramiel, fruktade att ett eller flera japanska företag skulle introducera en användarvänlig hemdator som prismässigt skulle konkurrera ut samtliga andra datortillverkare.. Även om japanerna sedermera skulle dominera den amerikanska och europeiska spelkonsolmarknaden, så var rädslan obefogad. Timex, Mattel och TI lämnade dessutom marknaden innan C16 släpptes.

## Prestanda

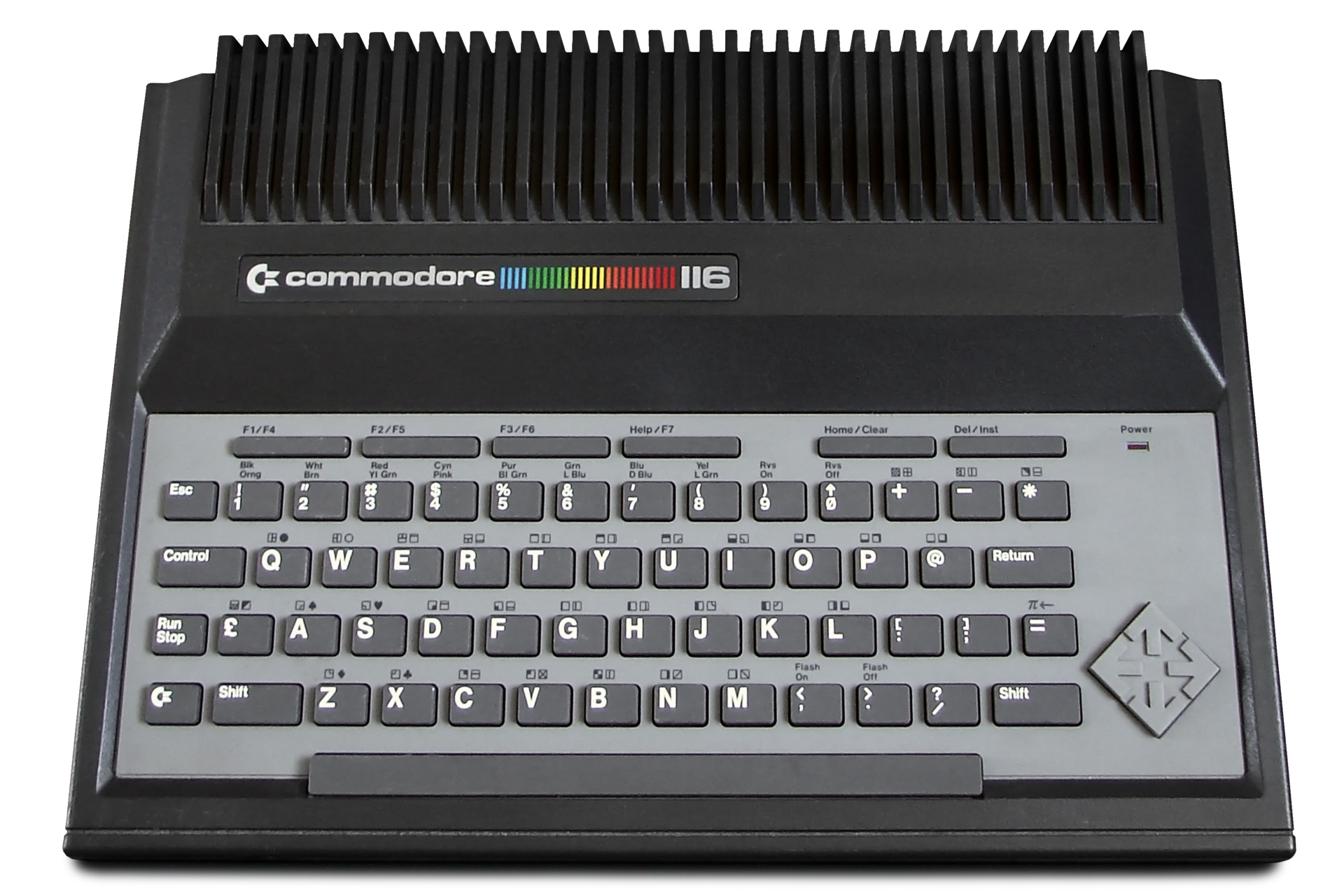
Commodore 116.

Utvändigt påminner C16 om VIC-20 och C64, men med ett mörkgrått skal och ljusgrå tangenter. Tangentbordets layout skiljer sig lite från de tidigare modellerna. Prestandamässigt ligger datorn mellan VIC-20 och C64. Datorn har 16 kilobyte RAM med 12 KB ledigt för ett inbyggt BASIC. Det nyutvecklade ljud- och videochipet TED hanterade en palett på 128 färger (egentligen 121, eftersom systemet byggde på 16 grundfärger i 8 luminansgrader, där svart var svart i samtliga 8 grader). TED var bättre än VIC som användes i VIC-20, kunde inte hantera sprites och de avancerade ljudmöjligheterna som C64:s VIC-II respektive SID hade. C16 hade dock BASIC 3.5 som var mer avancerad än VIC-20:s and C64:s BASIC 2.0. BASIC 3.5 hade bland annat kommandon för ljud och bitmapgrafik (320*200 pixel).
Från användarperspektiv var det tre viktiga saker som C16 saknade: en modemport samt VIC-20/C64-kompatibla Datasette- och joystickportar. Commodore sålde specifika C16datasette (Commodore 1531) samt joysticks, men tredjepartstillverkade konverterare gjorde att de mycket billigare VIC-20/C64-enheterna kunde användas. Den officiella förklaringen för ändringen av joysticksportsstandard var att reducera RF-störningar. C16:s seriellport (IEEE-488 var samma som på VIC-20 och C64, vilket innebar att skrivare och diskettstationer tillverkade för dessa datorer kunde användas med C16.
Commodore 16 var en av tre datorer i samma familj. Commodore 116 var tekniskt sett i princip identisk med C16, men hade ett mindre skal med gummitangenter och var bara tillgänglig i Europa. Datorfamiljens flaggskepp, Commodore Plus/4, liknade C116 men hade ett 59-tangenters tangentbord (samt den berömda "cursor key diamond" som bestod av fyra piltangenter, vilket kontrasterar mot VIC-20:s och C64:s två + shift-piltangenter), mer minne, en modemport samt inbyggda kontorsprogram. En relativt enkel minnesuppgradering gjorde att C16 i princip kunde köra samma program som Plus/4.
Hårdvaruutvecklaren Bil Herd har sagt att C116 var originalmodellen för datorfamiljen, och var den vision som Jack Tramiel hade. Den var utvecklad för att kosta mellan $49 och $79. C16 och Plus/4 kom senare och ska ses som ett försök att lista ut vad företaget egentligen skulle göra med den nya datorfamiljen efter att Tramiel lämnade Commodore.

## Marknaden
C16 sålde dåligt i USA, där den snabbt avvecklades, men datorn hade vissa framgångar i Europa som en billig spelmaskin.
C16:s misslyckande i USA berodde troligen på bristen av kommersiell mjukvara. Återstående C16, C116 och Plus/4-maskiner dumpades för ett reducerat pris på den europeiska marknaden, primärt i Ungern under det sena 80-talet, vilket skapade en till viss del fortfarande aktiv demoscen. Det utvecklades även ett otal icke officiella portningar av populär Commodore 64-mjukvara. 